# Henrik Yde-Andersen
Henrik Yde-Andersen (født 28. april 1970 i Hørsholm) er en dansk kok og restauratør.
I 1989 blev han udlært som kok på Hotel Plaza i København. Han blev senere uddannet som tjener på Restaurant Leonore Christine i København. Han har arbejdet hos blandt andet Le Pavé, The Gourmet i Sydney, Nouvelle, Le Sommelier og Top of Town.
I 1998 var han med til at genopstarte fagbladet Sommelieren. I 2005 åbnede han sammen med Lertchai Treetawatchaiwong restauranten Kiin Kiin, der som den eneste thairestaurant uden for Thailand har modtaget stjerne i den franske restaurantguide, Michelinguiden.
I 2023 kom det frem at en del af hans succes byggede på udnyttelse af fremmed arbejdskraft. Med trusler om fyring og hjemsendelse tvang han sine ansatte til at arbejde langt udover hvad kontrakten foreskrev, også uden betaling.